# Ophiorrhiza inaequifolia
Ophiorrhiza inaequifolia är en måreväxtart som beskrevs av Adolph Daniel Edward Elmer. Ophiorrhiza inaequifolia ingår i släktet Ophiorrhiza och familjen måreväxter. Inga underarter finns listade i Catalogue of Life.